# گلایول دالنی
گلایول دالنی(نام علمی: Gladiolus dalenii) نام یک گونه از سرده گلایول است.